# Rudolf Herfurtner
Rudolf Herfurtner (* 19. Oktober 1947 in Wasserburg am Inn) ist ein deutscher Schriftsteller.

## Leben
Herfurtner machte seinen Realschulabschluss an der Luitpold-Oberrealschule in Wasserburg.
Nach dem Tod seiner Eltern 1965 zog er nach München. Dort studierte er ab 1968 Germanistik, Anglistik und Theaterwissenschaft und schloss 1975 mit dem Magister Artium ab.
Noch während des Studiums lieferte Herfurtner Textbeiträge zum Feuilleton einer Münchner Tageszeitung und begann ein Volontariat bei der Fernsehsparte des Bayerischen Rundfunks. 1973 veröffentlichte der Ravensburger Buchverlag Herfurtners erstes Buch Hinter dem Paradies.
Herfurtner schreibt vor allem Jugendliteratur (Erzählungen, Jugendromane, Theaterstücke, Hörspiele und Beiträge für das Fernsehen).

## Auszeichnungen
- 1981 Förderpreis der Stadt München
- 1985 Hans-im-Glück-Preis für Das Ende der Pflaumenbäume
- 1990 Preis der Leseratten für Mensch Karnickel
- 1993 Terre des Hommes-Kinderhörspielpreis für Motzarella und die Weihnachtswölfe
- 1994 „Moritz“, Preis der 9. Werkstatttage, Halle für Der Nibeljunge
- 1996 Deutscher Kindertheater-Preis für Waldkinder
- 2000 Preis der Bayerischen Theatertage für Spatz Fritz
- 2001 La vache qui lit
- 2001 Hansjörg-Martin-Preis der „Autorengruppe deutschsprachige Kriminalliteratur“ – Das Syndikat  für Milo und die Jagd nach dem grünhaarigen Mädchen
- 2002 Großer Preis der Deutschen Akademie für Kinder- und Jugendliteratur e. V. Volkach
- 2005 LesePeter März für Tims wundersame Sternenreise
- 2012 Goldener Spatz für das beste Drehbuch von Tom und Hacke

## Werke (in Auswahl)
- Brennende Gitarre. Ist Jimi Hendrix wirklich tot?, Roman, 1980
- Hard Rock, Roman, 1981
- Simon Frasers lange Reise zum Pazifik, Roman, 1981
- Hinter dem Paradies, 1983
- Käpt’n Erwin segelt zur Schokoladeninsel, 1984
- Rita, Rita, Erzählung, 1984
- Der liebste Malte aller Zeiten, 1985
- Das Ende der Pflaumenbäume? Eine Novelle, 1985
- Der Wald unterm Dach, 1985
- Regula radelt rum. Ein Bilderbuch (Bilder von Michael Keller), 1986
- Das Taubenmädchen, 1987
- Hurra, wir ziehen um (illustriert von Stephen Cartwright), 1987
- Wir sind im Kindergarten (illustriert von Stephen Cartwright), 1987
- Hurra, wir feiern ein Kinderfest (illustriert von Stephen Cartwright), 1987
- Wir bekommen ein Baby (illustriert von Stephen Cartwright), 1987
- Wir gehen zum Zahnarzt (illustriert von Stephen Cartwright), 1987
- Wir gehen ins Krankenhaus (illustriert von Stephen Cartwright), 1987
- Rosalinds Elefant und Rudi Rudi Wolldecke (illustriert von Reinhard Michl), 1988
- Gloria von Jaxtberg oder die Prinzessin vom Pfandlhof (Bilder von Reinhard Michl), 1988
- Das Christkind fliegt ums Haus, 1988
- Brausepulver. Geschichten aus den 50er Jahren, 1989
- Mensch Karnickel, 1990
- Wunderjahre. Hannas Geschichte, 1991
- Der Nibeljunge, Theaterstück, 1992
- Motzarella und die Weihnachtswölfe (Bilder von Werner Blaebst), 1992
- Papa, du sollst kommen (Bilder von Reinhard Michl), 1992
- Motzarella und der Geburtstagsdrache (Bilder von Werner Blaebst), 1993
- Lieber Nichtsnutz, 1993 (Zeichnungen von Reinhard Michl)
- Kleiner Kater – große Welt, 1995
- Liebe Grüße, Dein Coco, 1995
- Muschelkind, 1995
- Robert fährt im Bus zur Schule, 1997
- Träne und Meikk. Mit wilden Schwänen durch die Nacht, 1997
- Gumpert Blubb (Bilder von Reinhard Michl), 1997
- Waldkinder (Bilder von Antoni Boratyński), 1997
- Der wasserdichte Willibald (illustriert von Barbara Schumann), 1997
- Niki und der kleine Hund (Bilder von Eva Czerwenka), 1998
- Niki wird gerettet. Eine Hundegeschichte (Bilder von Eva Czerwenka), 1998
- Donnerwetter, Robert!, 1998
- Joseph und seine Schwester. Ein Stück aus der Bibel in 3 Akten, 1998
- Milo und die Jagd nach dem grünhaarigen Mädchen, 2000
- Rosa (Bilder von Reinhard Michl), 2001
- Zanki Fransenohr. Eine Katzengeschichte aus Griechenland, Kinderstück, 2001
- Schläft ein Lied in allen Dingen. Musikerzählungen, 2002
- Tims wundersame Sternenreise (Bilder von Julian Jusim), 2004
- Das Geheimnis von Burg Wolfenstein, 2004
- Ohne Musik ist alles nichts, 2011
- Das Geschenk des weißen Pferdes, 2011
- Magdalena Himmelstürmerin, 2013

## Filmografie (Drehbuch)
- 1985: Rita Rita
- 1989: Rosalinds Elefant
- 1991: Wunderjahre
- 2007: Toni Goldwascher
- 2011: Der Eisenhans
- 2012: Tom und Hacke

## Hörspiele
- 2009: Orphea und der Klangzauberer – Regie: Leonhard Huber (Kinderhörspiel, 2 Teile – Igel Records/BR)